# Paul Hildgartner
Paul Hildgartner (* 8. června 1952, Chienes) je bývalý italský sáňkař. Má tři medaile z olympijských her, na hrách v Sapporu roku 1972 získal zlato ve dvojici s Walterem Plaiknerem (šlo o dělené první místo, neboť italská dvojice dosáhla naprosto stejného času jako východní Němci - 1:28.35), na hrách v Lake Placid roku 1980 získal stříbro v individuálním závodě a konečně na olympiádě v Sarajevu roku 1984 individuální závod vyhrál. Má jak singlový (1978), tak deblový titul mistra světa (1971), i ten získal s Plaiknerem. Krom toho je čtyřnásobným mistrem Evropy, dva titulu má ze závodu jednotlivců (1978, 1984), dva z dvojic (1971, 1974). Třikrát se stal celkovým vítězem světového poháru (1978-9, 1980-81, 1982-83). Je doposud jediným sáňkařem historie, kterému se podařilo získat individuální zlato z olympijských her, mistrovství světa a mistrovství Evropy. Na hrách v Sarajevu byl vlajkonošem italské výpravy. Zúčastnil se pěti olympijských her. Roku 2004 byl uveden do sáňkařské mezinárodní síně slávy.